# Vélu
 Vélu  es una población y comuna francesa, situada en la región de Norte-Paso de Calais, departamento de Paso de Calais, en el distrito de Arras y cantón de Bertincourt.

## Demografía
| 246 | 250 | 276 | 303 | 360 | 334 | 371 | 375 | 346 | 332 | 353 | 353 | 357 | 357 | 366 | 335 | 311 | 292 | 283 | 274 | 284 | 200 | 196 | 206 | 191 | 169 | 174 | 191 | 187 | 134 | 138 | 130 | 136 |
| Para los censos de 1962 a 1999 la población legal corresponde a la población sin duplicidades (Fuente: INSEE [Consultar]) |     |     |     |     |     |     |     |     |     |     |     |     |     |     |     |     |     |     |     |     |     |     |     |     |     |     |     |     |     |     |     |     |